# Verräterkind
Verräterkind war zum einen ein in der Zeit des Nationalsozialismus (und von Einzelnen auch noch danach) verwendeter Begriff für ein Kind eines Widerstandskämpfers oder einer Widerstandskämpferin (im NS-Sprachgebrauch „Verräter“ oder „Volksverräter“); zum anderen benennt er ein Kind eines Mafiaaussteigers.

## Film
Christian Weisenborn (* 1947) ist Regisseur des Dokumentarfilms Verräterkinder – Die Töchter und Söhne des Widerstands. Weisenborns Eltern (Günther und Margarete Weisenborn) wurden 1942 als Mitglieder der Roten Kapelle verurteilt. Mit Glück entgingen sie der Hinrichtung.